# 王雪虹
王雪虹，中華民國外交官、政府官員。畢業於國立政治大學外交學系學士／外交研究所碩士，曾任駐美國臺北經濟文化代表處二等秘書、外交部北美司科長、驻加拿大台北经济文化代表处副參事、北美事務協調委員會副秘書長、外交部長辦公室主任、駐雪梨臺北經濟文化辦事處總領事銜處長、臺灣美國事務委員會秘書長、外交部非政府組織國際事務會執行長等職務，現任駐立陶宛台灣代表處大使銜代表。

## 職業生涯
2017年7月，澳洲天和電視台在報紙刊登慶賀中華人民共和國與澳洲建交45周年啟事，將駐雪梨辦事處長王雪虹列入慶賀名單中，駐雪梨辦事處隨即提出嚴正抗議，天和電視台其後刊登道歉啟事並向王雪虹致歉。
2018年6月，駐雪梨辦事處長王雪虹接受《雪梨晨鋒報》訪問，對於澳洲航空在官網將臺灣改列為中國的一部分，執行長喬伊斯表示澳洲政府與許多國家一樣奉行「一个中国政策」，並不「承認」（recognise）臺灣一事。王雪虹批評其屈服於中華人民共和國壓力，曲解澳洲政府政策，深深傷害了臺灣人民，也傷害了自家的形象與聲譽。根據1972年澳洲與中華人民共和國簽署的《建交公報》，澳洲政府只是「認知」（acknowledge）臺灣是其一省的立場。王雪虹敦促澳航擁抱自由、民主、法治這些「澳洲價值」，改變其關於臺灣的錯誤決定。